# Viola arguta
Viola arguta là một loài thực vật có hoa trong họ Hoa tím. Loài này được Willd. ex Roem. & Schult. miêu tả khoa học đầu tiên năm 1819.